# Liste der Kulturdenkmale in Berlin-Mariendorf

Lage von Mariendorf in Berlin

In der Liste der Kulturdenkmale von Mariendorf sind die Kulturdenkmale des Berliner Ortsteils Mariendorf im Bezirk Tempelhof-Schöneberg aufgeführt.

## Denkmalbereiche (Ensembles)
| Nr.      | Lage                                                                      | Offizielle Bezeichnung                                                                   | Bestandteile / Beschreibung                                                   | Bild                                |
| -------- | ------------------------------------------------------------------------- | ---------------------------------------------------------------------------------------- | ----------------------------------------------------------------------------- | ----------------------------------- |
| 09055056 | Alt-Mariendorf 37/47 Mariendorfer Damm 132/138 Friedenstraße 23–24 (Lage) | Dorflage Mariendorf Baudenkmale siehe: Alt-Mariendorf 37, 39, 41, 43 Friedenstraße 23–24 | Weitere Bestandteile des Ensembles:                                           | Weitere Bestandteile des Ensembles: |
| 09055056 | Alt-Mariendorf 37/47 Mariendorfer Damm 132/138 Friedenstraße 23–24 (Lage) | Dorflage Mariendorf Baudenkmale siehe: Alt-Mariendorf 37, 39, 41, 43 Friedenstraße 23–24 | 09055061 – Alt-Mariendorf 45, Wohnhaus, Mitte 19. Jh., Umbauten 1893 und 1951 |                                     |
| 09055056 | Alt-Mariendorf 37/47 Mariendorfer Damm 132/138 Friedenstraße 23–24 (Lage) | Dorflage Mariendorf Baudenkmale siehe: Alt-Mariendorf 37, 39, 41, 43 Friedenstraße 23–24 | 09055063 – Alt-Mariendorf 47, Wohnhaus, um 1900                               |                                     |

## Denkmalbereiche (Gesamtanlagen)
| Nr.      | Lage | Offizielle Bezeichnung                                     | Beschreibung | Bild |
| -------- | --- | ---------------------------------------------------------- | --- | ---- |
| 09055081 | Altes Gaswerk Mariendorf 1, 5 Im Marienpark 3–47 Lankwitzer Straße 45–54, 56–57 (Lage)                   | Gaswerk Mariendorf                                         | Gasbehälter 1892, 1901 nach Mariendorf versetzt |      |
| 09055081 | Altes Gaswerk Mariendorf 1, 5 Im Marienpark 3–47 Lankwitzer Straße 45–54, 56–57 (Lage)                   | Gaswerk Mariendorf                                         | 1900–1901 von Schulz & Schlichting, 1906–1910 von Paul Karchow: |      |
| 09055081 | Altes Gaswerk Mariendorf 1, 5 Im Marienpark 3–47 Lankwitzer Straße 45–54, 56–57 (Lage)                   | Gaswerk Mariendorf                                         | Wohn- und Verwaltungsgebäude 1 |      |
| 09055081 | Altes Gaswerk Mariendorf 1, 5 Im Marienpark 3–47 Lankwitzer Straße 45–54, 56–57 (Lage)                   | Gaswerk Mariendorf                                         | Gasmesser- und Reglerhaus |      |
| 09055081 | Altes Gaswerk Mariendorf 1, 5 Im Marienpark 3–47 Lankwitzer Straße 45–54, 56–57 (Lage)                   | Gaswerk Mariendorf                                         | Alter Wasserturm |      |
| 09055081 | Altes Gaswerk Mariendorf 1, 5 Im Marienpark 3–47 Lankwitzer Straße 45–54, 56–57 (Lage)                   | Gaswerk Mariendorf                                         | Apparatehaus 1 |      |
| 09055081 | Altes Gaswerk Mariendorf 1, 5 Im Marienpark 3–47 Lankwitzer Straße 45–54, 56–57 (Lage)                   | Gaswerk Mariendorf                                         | Apparatehaus 2 |      |
| 09055081 | Altes Gaswerk Mariendorf 1, 5 Im Marienpark 3–47 Lankwitzer Straße 45–54, 56–57 (Lage)                   | Gaswerk Mariendorf                                         | Reinigerhalle 1 |      |
| 09055081 | Altes Gaswerk Mariendorf 1, 5 Im Marienpark 3–47 Lankwitzer Straße 45–54, 56–57 (Lage)                   | Gaswerk Mariendorf                                         | Werkstattgebäude |      |
| 09055081 | Altes Gaswerk Mariendorf 1, 5 Im Marienpark 3–47 Lankwitzer Straße 45–54, 56–57 (Lage)                   | Gaswerk Mariendorf                                         | Bade- und Speisehaus |      |
| 09055081 | Altes Gaswerk Mariendorf 1, 5 Im Marienpark 3–47 Lankwitzer Straße 45–54, 56–57 (Lage)                   | Gaswerk Mariendorf                                         | Lokomotivschuppen |      |
| 09055081 | Altes Gaswerk Mariendorf 1, 5 Im Marienpark 3–47 Lankwitzer Straße 45–54, 56–57 (Lage)                   | Gaswerk Mariendorf                                         | Reinigerhalle 2, 1909 von Karl Bernhard |      |
| 09055081 | Altes Gaswerk Mariendorf 1, 5 Im Marienpark 3–47 Lankwitzer Straße 45–54, 56–57 (Lage)                   | Gaswerk Mariendorf                                         | Wohn- und Verwaltungsgebäude 2, 1922 |      |
| 09055081 | Altes Gaswerk Mariendorf 1, 5 Im Marienpark 3–47 Lankwitzer Straße 45–54, 56–57 (Lage)                   | Gaswerk Mariendorf                                         | Neuer Wasserturm, 1968–1969 von der Bauabteilung der GASAG |      |
| 09055081 | Altes Gaswerk Mariendorf 1, 5 Im Marienpark 3–47 Lankwitzer Straße 45–54, 56–57 (Lage)                   | Gaswerk Mariendorf                                         | Kugelgasbehälter, 1970–1982 |      |
| 09055081 | Altes Gaswerk Mariendorf 1, 5 Im Marienpark 3–47 Lankwitzer Straße 45–54, 56–57 (Lage)                   | Ehemaliger Bestandteil:                                    | Pförtnerhaus, 1922, 2023 aberkannt |      |
| 09055075 | Am Hellespont 4/6 (Lage)                                                                                 | Carl-Sonnenschein-Schule                                   | Schule, 1957–1960 von Hans Bandel |      |
| 09055075 | Am Hellespont 4/6 (Lage)                                                                                 | Carl-Sonnenschein-Schule                                   | Turnhalle, 1957–1960 von Hans Bandel |      |
| 09055075 | Am Hellespont 4/6 (Lage)                                                                                 | Carl-Sonnenschein-Schule                                   | Wohnhaus, 1957 |      |
| 09055077 | Eisenacher Straße 61 (Lage)                                                                              | Dreifaltigkeitskirchhof III                                | Friedhofstor, 1899–1900 von August Orth |      |
| 09055077 | Eisenacher Straße 61 (Lage)                                                                              | Dreifaltigkeitskirchhof III                                | Einfriedung, 1899–1900 von August Orth |      |
| 09055077 | Eisenacher Straße 61 (Lage)                                                                              | Dreifaltigkeitskirchhof III                                | Wartehalle, 1899–1900 von August Orth |      |
| 09055077 | Eisenacher Straße 61 (Lage)                                                                              | Dreifaltigkeitskirchhof III                                | Friedhofswärterhaus 1899–1900 von August Orth |      |
| 09055078 | Eisenacher Straße 62 (Lage)                                                                              | Heilig-Kreuz-Kirchhof                                      | Friedhofstor mit Einfriedung, 1902–1903 |      |
| 09055078 | Eisenacher Straße 62 (Lage)                                                                              | Heilig-Kreuz-Kirchhof                                      | Kapelle und Leichenhaus, 1892–1893 von Gustav Erdmann |      |
| 09055078 | Eisenacher Straße 62 (Lage)                                                                              | Heilig-Kreuz-Kirchhof                                      | Wohnhaus des Totengräbers, 1893–1894 von Gustav Erdmann |      |
| 09055085 | Großbeerenstraße 2 Lankwitzer Straße 31 Rathausstraße 42, 48 Ringstraße 51–53, 57, 66 (Lage)             | Askania-Werke                                              | Umspannwerk des Gaswerks Mariendorf, 1899 von Schulz & Schlichting |      |
| 09055085 | Großbeerenstraße 2 Lankwitzer Straße 31 Rathausstraße 42, 48 Ringstraße 51–53, 57, 66 (Lage)             | Askania-Werke                                              | Stockwerksbau 1 |      |
| 09055085 | Großbeerenstraße 2 Lankwitzer Straße 31 Rathausstraße 42, 48 Ringstraße 51–53, 57, 66 (Lage)             | Askania-Werke                                              | Stockwerksbau 2 |      |
| 09055085 | Großbeerenstraße 2 Lankwitzer Straße 31 Rathausstraße 42, 48 Ringstraße 51–53, 57, 66 (Lage)             | Askania-Werke                                              | Verwaltungsgebäude |      |
| 09055085 | Großbeerenstraße 2 Lankwitzer Straße 31 Rathausstraße 42, 48 Ringstraße 51–53, 57, 66 (Lage)             | Askania-Werke                                              | 3 Baracken, 1938–1940 von Hans Altmann |      |
| 09055085 | Großbeerenstraße 2 Lankwitzer Straße 31 Rathausstraße 42, 48 Ringstraße 51–53, 57, 66 (Lage)             | Askania-Werke                                              | Shedhallen, 1957–1962 |      |
| 09055085 | Großbeerenstraße 2 Lankwitzer Straße 31 Rathausstraße 42, 48 Ringstraße 51–53, 57, 66 (Lage)             | Askania-Werke                                              | Verwaltungstrakt, 1957–1962 |      |
| 09055085 | Großbeerenstraße 2 Lankwitzer Straße 31 Rathausstraße 42, 48 Ringstraße 51–53, 57, 66 (Lage)             | Askania-Werke                                              | Portierhaus |      |
| 09055085 | Großbeerenstraße 2 Lankwitzer Straße 31 Rathausstraße 42, 48 Ringstraße 51–53, 57, 66 (Lage)             | Askania-Werke                                              | Heizkraftwerk |      |
| 09055085 | Großbeerenstraße 2 Lankwitzer Straße 31 Rathausstraße 42, 48 Ringstraße 51–53, 57, 66 (Lage)             | Askania-Werke                                              | Werkstattgebäude |      |
| 09055085 | Großbeerenstraße 2 Lankwitzer Straße 31 Rathausstraße 42, 48 Ringstraße 51–53, 57, 66 (Lage)             | Askania-Werke                                              | Halle und Versuchsturm |      |
| 09055082 | Mariendorfer Damm 222/290, 296 Hirzerweg 47/109 (Lage)                                                   | Trabrennbahn Mariendorf                                    | Die Trabrennbahn wurde von 1911 bis 1913 von August Endell erbaut: |      |
| 09055082 | Mariendorfer Damm 222/290, 296 Hirzerweg 47/109 (Lage)                                                   | Trabrennbahn Mariendorf                                    | Tribüne |      |
| 09055082 | Mariendorfer Damm 222/290, 296 Hirzerweg 47/109 (Lage)                                                   | Trabrennbahn Mariendorf                                    | Kasino |      |
| 09055082 | Mariendorfer Damm 222/290, 296 Hirzerweg 47/109 (Lage)                                                   | Trabrennbahn Mariendorf                                    | Stallung 18 |      |
| 09055082 | Mariendorfer Damm 222/290, 296 Hirzerweg 47/109 (Lage)                                                   | Trabrennbahn Mariendorf                                    | Stallung 19 |      |
| 09055082 | Mariendorfer Damm 222/290, 296 Hirzerweg 47/109 (Lage)                                                   | Trabrennbahn Mariendorf                                    | Stallungen 26 & 27 |      |
| 09055082 | Mariendorfer Damm 222/290, 296 Hirzerweg 47/109 (Lage)                                                   | Trabrennbahn Mariendorf                                    | Stallungen 28 & 29 |      |
| 09055082 | Mariendorfer Damm 222/290, 296 Hirzerweg 47/109 (Lage)                                                   | Trabrennbahn Mariendorf                                    | Robinson-Tribüne, 1935–1936 |      |
| 09055082 | Mariendorfer Damm 222/290, 296 Hirzerweg 47/109 (Lage)                                                   | Trabrennbahn Mariendorf                                    | Teehaus, 1960–1961 von Werner Weber |      |
| 09055082 | Mariendorfer Damm 222/290, 296 Hirzerweg 47/109 (Lage)                                                   | Denkmalverlust: Stallungen                                 | Abriss und Translozierung von 12 Stallgebäuden zwischen 2000 und 2002 für den Bau von Kegelbahn und Einkaufszentrum, 2005 weiterer Abriss 1 Stallung für Einfamilienhäuser |      |
| 09055079 | Mariendorfer Damm 225/227 (Lage)                                                                         | Friedhofskapelle und Friedhofstor auf dem Christuskirchhof | Kapelle, 1903–1904 von F. Schwencke |      |
| 09055079 | Mariendorfer Damm 225/227 (Lage)                                                                         | Friedhofskapelle und Friedhofstor auf dem Christuskirchhof | Tor und Einfriedung, 1903–1904 von F. Schwencke |      |
| 09055079 | Mariendorfer Damm 225/227 (Lage)                                                                         | Friedhofskapelle und Friedhofstor auf dem Christuskirchhof | Mausoleum der Familie Max Golz, 1912 |      |
| 09055084 | Monopolstraße 12–37, 46–87 Finkenweg 1–4 Lerchenweg 10–31 Schwalbenweg 1–2 Ullsteinstraße 113/119 (Lage) | Monopol-Siedlung                                           | Reihenhäuser, 1922–1923 von Wolfgang Binder |      |
| 09055084 | Monopolstraße 12–37, 46–87 Finkenweg 1–4 Lerchenweg 10–31 Schwalbenweg 1–2 Ullsteinstraße 113/119 (Lage) | Monopol-Siedlung                                           | Platzgestaltung, 1922–1923 von Wolfgang Binder |      |
| 09055070 | Prühßstraße 26/28 Richterstraße 33 (Lage)                                                                | Mietshäuser                                                | Richterstr. 33: 1888 von R. Wiechert |      |
| 09055070 | Prühßstraße 26/28 Richterstraße 33 (Lage)                                                                | Mietshäuser                                                | Prühßstr. 26: 1898 von August Lau |      |
| 09055080 | Rathausstraße 28–29 Kaiserstraße Riegerzeile 1a (Lage)                                                   | Martin-Luther-Gedächtniskirche                             | Die evangelische Kirche wurde 1935 von Curt Steinberg erbaut. Im Inneren ist Terrakotta-Schmuck aus der Bauzeit erhalten. So befindet sich ein Soldat mit Stahlhelm an der Kanzel und ein SA-Mann am Taufbecken. Sonstige Symbole des Nationalsozialismus wurden bereits 1937 aufgrund des „Gesetzes zum Schutze der Bezeichnungen der NSDAP“ entfernt. |      |
| 09055080 | Rathausstraße 28–29 Kaiserstraße Riegerzeile 1a (Lage)                                                   | Martin-Luther-Gedächtniskirche                             | Die Walcker-Orgel hat 50 Register, sie wurde auf dem 7. Reichsparteitag am 15. September 1935 in Nürnberg eingeweiht und dann in der Kirche aufgestellt. Die Orgelpfeifen sind mit volkstümlichen Motiven bemalt. |      |
| 09055080 | Rathausstraße 28–29 Kaiserstraße Riegerzeile 1a (Lage)                                                   | Martin-Luther-Gedächtniskirche                             | Gemeindehaus (Jochen-Klepper-Haus), 1926–1928 von Curt Steinberg |      |
| 09076014 | Rixdorfer Straße 89/113 Dardanellenweg 1/29 Skutaristraße 2 (Lage)                                       | Siedlung „Nachbarschaft Mariendorf“                        | 9 Wohnzeilen: Dardanellenweg 1–29 und Rixdorfer Straße 91–113, 1955–1957 von Wils Ebert |      |
| 09076014 | Rixdorfer Straße 89/113 Dardanellenweg 1/29 Skutaristraße 2 (Lage)                                       | Siedlung „Nachbarschaft Mariendorf“                        | Garagen |      |
| 09076014 | Rixdorfer Straße 89/113 Dardanellenweg 1/29 Skutaristraße 2 (Lage)                                       | Siedlung „Nachbarschaft Mariendorf“                        | Restaurant |      |
| 09076014 | Rixdorfer Straße 89/113 Dardanellenweg 1/29 Skutaristraße 2 (Lage)                                       | Siedlung „Nachbarschaft Mariendorf“                        | Waschküche |      |
| 09076014 | Dardanellenweg 40/46 Bosporusstraße 26–38 Imbrosweg 41/45C (Lage)                                        | Siedlung „Nachbarschaft Mariendorf“                        | 12 Zeilenbauten: Dardanellenweg 42–46, Bosporusstraße 26–38 und Imbrosweg 41–45C |      |
| 09076014 | Dardanellenweg 40/46 Bosporusstraße 26–38 Imbrosweg 41/45C (Lage)                                        | Siedlung „Nachbarschaft Mariendorf“                        | Laubenganghaus Dardanellenweg 40 |      |
| 09076014 | Rixdorfer Straße 133/165 Britzer Straße 84/94 (Lage)                                                     | Siedlung „Nachbarschaft Mariendorf“                        | Appartementhochhaus Britzer Straße/Ecke Rixdorfer Straße |      |
| 09076014 | Rixdorfer Straße 133/165 Britzer Straße 84/94 (Lage)                                                     | Siedlung „Nachbarschaft Mariendorf“                        | 24 Einfamilienhäuser: Britzer Straße 84A–90C |      |
| 09076014 | Rixdorfer Straße 133/165 Britzer Straße 84/94 (Lage)                                                     | Siedlung „Nachbarschaft Mariendorf“                        | 6 Wohnzeilbauten: Rixdorfer Straße 133–163 und Britzer Straße 84–94 |      |
| 09055083 | Tauernallee 10–29 (Lage)                                                                                 | Wohnanlage                                                 | nördlich, 1929–1930 von Hans Jessen |      |
| 09055083 | Tauernallee 10–29 (Lage)                                                                                 | Wohnanlage                                                 | südlich, 1929–1930 von Hans Jessen |      |
| 09097758 | Ullsteinstraße 73 (Lage)                                                                                 | Philips-Apparatefabrik                                     | Shedhalle, 1955–1956 von Herbert Noth, erweitert 1961 |      |
| 09097758 | Ullsteinstraße 73 (Lage)                                                                                 | Philips-Apparatefabrik                                     | Betriebsverwaltung, 1955–1956 von Herbert Noth, aufgestockt 1960 |      |
| 09097758 | Ullsteinstraße 73 (Lage)                                                                                 | Philips-Apparatefabrik                                     | Kantine, 1955–1956 von Herbert Noth |      |
| 09097758 | Ullsteinstraße 73 (Lage)                                                                                 | Philips-Apparatefabrik                                     | Pförtnerhaus |      |
| 09097758 | Ullsteinstraße 73 (Lage)                                                                                 | Philips-Apparatefabrik                                     | Transformatoren- und Kesselhaus |      |
| 09097758 | Ullsteinstraße 73 (Lage)                                                                                 | Philips-Apparatefabrik                                     | Verladerampe |      |
| 09097758 | Ullsteinstraße 73 (Lage)                                                                                 | Philips-Apparatefabrik                                     | Lagerhalle, 1960 |      |

## Baudenkmale
| Nr.      | Lage                                                                | Offizielle Bezeichnung                                                                    | Beschreibung | Bild |
| -------- | ------------------------------------------------------------------- | ----------------------------------------------------------------------------------------- | --- | ---- |
| 09055053 | Alt-Mariendorf 25 (Lage)                                            | Bauernhaus                                                                                | 1859 von Thiele, An- und Umbauten 1893 und 1908 |      |
| 09055054 | Alt-Mariendorf 28 (Lage)                                            | Bauernhaus                                                                                | um 1820 |      |
| 09055055 | Alt-Mariendorf 33 (Lage)                                            | Bauernhaus                                                                                | 1846 |      |
| 09055057 | Alt-Mariendorf 37 Mariendorfer Damm 132/138 (Lage)                  | Dorfkirche Mariendorf Bestandteil des Ensembles: Dorflage Mariendorf                      | Die evangelische Kirche wurde im ersten Drittel des 13. Jahrhunderts erbaut. In der Mitte des 16. Jahrhunderts wurde das Langhaus durch Säulen unterteilt. Der Turm ist wahrscheinlich 1737 erbaut worden. Der Renaissancealtar ist im Zweiten Weltkrieg verloren gegangen, hier befindet sich jetzt ein Nachguss des Werdener Bronzekruzifixes. 1954–1956 Umbauten |      |
| 09055058 | Alt-Mariendorf 39 (Lage)                                            | Pfarrhaus Bestandteil des Ensembles: Dorflage Mariendorf                                  | 1910–1911 von Curt Steinberg, Anbau 1928 |      |
| 09055059 | Alt-Mariendorf 41 (Lage)                                            | Bauernhaus Ziedrich mit Vorgarten und Zaun Bestandteil des Ensembles: Dorflage Mariendorf | vor 1861 von Glagow, Umbauten 1890, 1902 |      |
| 09055059 | Alt-Mariendorf 41 (Lage)                                            | Bauernhaus Ziedrich mit Vorgarten und Zaun Bestandteil des Ensembles: Dorflage Mariendorf | Vorgarten und Einfriedung, ab 1890 |      |
| 09055059 | Alt-Mariendorf 41 (Lage)                                            | Bauernhaus Ziedrich mit Vorgarten und Zaun Bestandteil des Ensembles: Dorflage Mariendorf | Gartenhäuschen, 1904–1908 |      |
| 09055060 | Alt-Mariendorf 43 (Lage)                                            | Schulhaus Bestandteil des Ensembles: Dorflage Mariendorf                                  | 1873, 1883. Aktuell befindet sich darin das Tempelhof Museum. |      |
| 09055062 | Alt-Mariendorf 46 (Lage)                                            | Bauernhaus                                                                                | 1865 von W. Leebold, Windfang 1914 |      |
| 09055064 | Friedenstraße 1–2 Großbeerenstraße 13/15 (Lage)                     | Büdnerhaus                                                                                | um 1830 |      |
| 09055065 | Friedenstraße 14 (Lage)                                             | Kapelle des Kirchhofs Mariendorf II                                                       | 1905–1906 von Carl Roemert (siehe auch Gartendenkmal Garbstätten) |      |
| 09055065 | Friedenstraße 14 (Lage)                                             | Kapelle des Kirchhofs Mariendorf II                                                       | Vordere Friedhofsmauer, um 1884 |      |
| 09055065 | Friedenstraße 14 (Lage)                                             | Kapelle des Kirchhofs Mariendorf II                                                       | Hintere Friedhofsmauer, um 1884 |      |
| 09055065 | Friedenstraße 14 (Lage)                                             | Kapelle des Kirchhofs Mariendorf II                                                       | Remise, um 1884 |      |
| 09076015 | Friedenstraße 23–24 (Lage)                                          | 1. Gemeindeschule Mariendorf Bestandteil des Ensembles: Dorflage Mariendorf               | 1907–1908 von Otto Kerwien |      |
| 09076015 | Friedenstraße 23–24 (Lage)                                          | 1. Gemeindeschule Mariendorf Bestandteil des Ensembles: Dorflage Mariendorf               | Anbau 1953 vom Hochbauamt Tempelhof |      |
| 09075197 | Friedenstraße (Lage)                                                | Bedürfnisanstalt (sog. Café Achteck)                                                      | Standort seit 1910 in der Ringbahnstraße in Tempelhof, nach einer Restaurierung 1999 in Mariendorf wieder aufgestellt. |      |
| 09055066 | Großbeerenstraße 169A/171 (Lage)                                    | Schindler GmbH, Büro- und Fabrikgebäude                                                   | 1957–1958 und 1964–1966 von Schwebes & Schoszberger |      |
| 09080628 | Kaiserstraße 17–21 Rathausstraße 76 (Lage)                          | Realgymnasium Mariendorf                                                                  | 1909–1911 von Reinhardt & Süßenguth, In dem ehemaligen Realgymnasium befindet sich heute das Eckener-Gymnasium |      |
| 09097757 | Kaiserstraße 29 (Lage)                                              | Kath. Kirche Maria Frieden                                                                | Die katholische Kirche wurde 1967–1969 von Günter Maiwald erbaut. |      |
| 09097757 | Kaiserstraße 29 (Lage)                                              | Kath. Kirche Maria Frieden                                                                | In der Marienkapelle der Kirche befindet sich seit 1988 das Triptychon 'Madonna mit Stacheldraht' aus dem Jahr 1945 von Otto Dix. |      |
| 09097866 | Mariendorfer Damm Kaiserstraße Westphalweg (Lage)                   | U-Bahnhof Westphalweg                                                                     | 1963–1964, Eröffnung 1966, von Rainer Gerhard Rümmler |      |
| 09097866 | Mariendorfer Damm Kaiserstraße Westphalweg (Lage)                   | U-Bahnhof Westphalweg                                                                     | Ausgang im Haus |      |
| 09097866 | Mariendorfer Damm Kaiserstraße Westphalweg (Lage)                   | U-Bahnhof Westphalweg                                                                     | weitere Ausgänge |      |
| 09097867 | Mariendorfer Damm Alt-Mariendorf Friedenstraße Reißeckstraße (Lage) | U-Bahnhof Alt-Mariendorf                                                                  | Bahnsteigebene, 1962–1964, Eröffnung 1966, von Rainer Gerhard Rümmler |      |
| 09097867 | Mariendorfer Damm Alt-Mariendorf Friedenstraße Reißeckstraße (Lage) | U-Bahnhof Alt-Mariendorf                                                                  | Nördliche Verteilerhalle |      |
| 09097867 | Mariendorfer Damm Alt-Mariendorf Friedenstraße Reißeckstraße (Lage) | U-Bahnhof Alt-Mariendorf                                                                  | Oberirdische Ausgänge |      |
| 09055067 | Mariendorfer Damm 88/90 (Lage)                                      | Bauernhaus                                                                                | um 1870 |      |
| 09055067 | Mariendorfer Damm 88/90 (Lage)                                      | Bauernhaus                                                                                | Stallgebäude, nur vordere Fassade ist stehen geblieben, der Rest neu gebaut. |      |
| 09055069 | Mariendorfer Damm 117/121 (Lage)                                    | Freiberg'sches Restaurant                                                                 | 1888–1889 von G. Rehfeldt |      |
| 09055069 | Mariendorfer Damm 117/121 (Lage)                                    | Freiberg'sches Restaurant                                                                 | Saalanbau, 1901–1902 von Karl A. Schmidt |      |
| 09055068 | Markgrafenstraße 11 (Lage)                                          | Wohnhaus                                                                                  | um 1890 |      |
| 09055071 | Rathausstraße 70–72 (Lage)                                          | Feuerwache und Polizeidienstgebäude                                                       | 1911–1913 von W. Gerbens |      |
| 09055071 | Rathausstraße 70–72 (Lage)                                          | Feuerwache und Polizeidienstgebäude                                                       | Polizei |      |
| 09055072 | Säntisstraße 10 Buchsteinweg 32–34 (Lage)                           | Adlermühle                                                                                | Baujahr 1831, 1888 nach Mariendorf versetzt, Unterbau 1888 von Friedrich Hillerkus. Die Adlermühle befindet sich seit 1888 hier. Ursprünglicher Standort war wahrscheinlich der Schlesische Busch in Treptow. Sie ist wohl die größte Mühle der Mark Brandenburg.                                                                                                   |      |
| 09055073 | Seelbuschring 9/17 (Lage)                                           | Kunstmöbelfabrik und Bautischlerei F. Wenkel Nachf.                                       | Die ehemalige Kunstmöbelfabrik wurde 1904 von Hermann Schulz erbaut. Es ist ein viergeschossiger Bau aus gelbem Klinker. |      |

## Gartendenkmale
| Nr.      | Lage                                                                 | Offizielle Bezeichnung                                                 | Beschreibung                                                                              | Bild |
| -------- | -------------------------------------------------------------------- | ---------------------------------------------------------------------- | ----------------------------------------------------------------------------------------- | ---- |
| 09046268 | Friedenstraße 14 (Lage)                                              | Grabstätten auf dem Kirchhof II der ev. Kirchengemeinde Alt-Mariendorf | Wandgrab Otto Burchardt, um 1900 (siehe auch Baudenkmal Kapelle)                          |      |
| 09046268 | Friedenstraße 14 (Lage)                                              | Grabstätten auf dem Kirchhof II der ev. Kirchengemeinde Alt-Mariendorf | Grabstätte der Familie Paul Lindhorst, um 1900                                            |      |
| 09046268 | Friedenstraße 14 (Lage)                                              | Grabstätten auf dem Kirchhof II der ev. Kirchengemeinde Alt-Mariendorf | Grabstätte der Familie Albert Pohlmann, um 1914                                           |      |
| 09046268 | Friedenstraße 14 (Lage)                                              | Grabstätten auf dem Kirchhof II der ev. Kirchengemeinde Alt-Mariendorf | Erbbegräbnis von Volkhammer/Arndt, Fritz und Karl Maas, um 1911                           |      |
| 09046268 | Friedenstraße 14 (Lage)                                              | Grabstätten auf dem Kirchhof II der ev. Kirchengemeinde Alt-Mariendorf | Grabstätte Carl Weigelt, um 1920                                                          |      |
| 09046268 | Friedenstraße 14 (Lage)                                              | Grabstätten auf dem Kirchhof II der ev. Kirchengemeinde Alt-Mariendorf | Ehrenmal Willi Hulke, um 1915                                                             |      |
| 09046268 | Friedenstraße 14 (Lage)                                              | Grabstätten auf dem Kirchhof II der ev. Kirchengemeinde Alt-Mariendorf | Kriegerehrenmal, 1923 von Hermann Möller                                                  |      |
| 09046270 | Mariendorfer Damm Alt-Mariendorf Prühßstraße Rixdorfer Straße (Lage) | Volkspark Mariendorf                                                   | 1923–1935 von Rudolf Fischer, Erwin Barth, Bernhard Kynast u. a., seit 1938 Veränderungen |      |